# Joannes Bekaert
Joannes Bekaert (Veurne, circa 1575 – aldaar, 9 februari 1635), ook bekend als Becardus en onder de schuilnaam Richardus Brunaeus, was een Zuid-Nederlands norbertijn, parochiegeestelijke en publicist.

## Levensloop
Bekaert sprak zijn geloften uit in de abdij van de norbertijnen in Veurne in 1600 en hierdoor kan men zijn onbekende geboortedatum situeren rond 1575-1580. Hij behaalde het baccalaureaat aan de universiteit van Douai. Er was weinig kloosterleven aan hem besteed, want vanaf 1604, priester geworden, werd hij ingezet in het parochiewerk van de Westhoek, waar de godsdiensttroebelen grote schade hadden aangericht aan de kerkgebouwen en een schaarste aan priesters hadden veroorzaakt.
Hij werd pastoor in 1604 van het in nood verkerende Pervijze. Hij moest er beide parochiekerken en de pastorie herstellen, terwijl hij ook het religieuze leven bij de inwoners moest herstellen. Hij lijkt hier goed in te zijn geslaagd en werd in 1614 pastoor benoemd van de Sint-Niklaaskerk in Veurne. Hij werd ook deken voor de dekenij Veurne-Nieuwpoort en bleef dit tot aan zijn dood.
In 1626 publiceerde Bekaert, zogenaamd in Keulen (maar waarschijnlijk in Antwerpen) en onder zijn schuilnaam, een controversieel werk, dat door de Raad van Vlaanderen als verdacht werd beoordeeld en verboden. Het ging volgens de auteur, na het verhaal te hebben gegeven van moord op Thomas Becket, over de ongeoorloofde inmenging in kerkelijke zaken van de justitieraden, van de schepencolleges van grote steden en van vorstelijke ambtenaren. De vele voorbeelden hiervan die hij gaf, hadden allen betrekking op de kasselrijen Veurne en Sint-Winoksbergen. Het boek maakte veel ophef en kende een grote oplage. De burgerlijke overheid vond het een gevaarlijk boekt: smadelijk, lasterlijk, gevaarlijk en tegen de koninklijke rechten. De Raad van Vlaanderen gaf opdracht de auteur op te sporen. Toch werd niet grondig naar die auteur gezocht, want Bekaert werd niet verontrust en bleef ongestoord pastoor-deken in Veurne. 

## Werken
Van Bekaert zijn acht werken bekend die niet werden gepubliceerd en verloren zijn gegaan. Het ging om:
- een geschiedenis van de norbertijnenorde,
- studies van theologische en juridische aard,
- sermoenen.

## Publicaties
- S. Thomas Cantuariensis et Henrici II, illustris Anglorum regis, Monomachia de libertate ecclesiastica cum subiuncto eiusdem argumenti dialogo, Keulen, 1626.
- Manuale diocesis Iprensis, correctum et auctum, 1628 & 1634, geschreven op bevel van de bisschop van Ieper Georges Chamberlain.
- Inventaris van alle juweelen, habiten en ornamenten toebehoorende de parochiekerke van Sint Niklaas binnen der stede van Veurne, 1629 (gepubliceerd door Adolf Duclos in de Handelingen van het Genootschap voor geschiedenis te Brugge, 1879).